# أكمية بيضاء
أكمية بيضاء (الاسم العلمي: Aechmea alba) هو نوع نباتي يتبع جنس الأكمية من فصيلة البروميلية.